# 엡파토리아 리포트
엡파토리아 리포트(The Evpatoria Report)는 2002년 1월에 결성된 스위스의 포스트 록 밴드이다. 2008년부터 2015년까지 일시적으로 해체하였으며, 2015년 4월에 다시 재결성하였다. 밴드의 이름은 우크라이나 크림반도에 있는 도시의 이름인 옙파토리야에서 따왔다.

## 음반 목록

### 정규 음반
- 《Golevka》 (2005년)
- 《Maar》 (2008년)

### EP
- 《The Evpatoria Report》 (2003년)